# Sławutycz Sławuta
Sławutycz Sławuta (ukr. Міні-футбольний клуб «Славутич» Славута, Mini-Futbolnyj Kłub "Sławutycz" Sławuta) – ukraiński klub futsalu, mający siedzibę w mieście Sławuta, w obwodzie chmielnickim. W sezonie 1993/94 i 1994/95 występował w futsalowej Wyższej Lidze Ukrainy.

## Historia
Chronologia nazw:
- 1992: Sławutycz Sławuta (ukr. «Славутич» Славута)
- 1995: klub rozwiązano

Klub futsalowy Sławutycz Sławuta został założony w Sławucie w 1992 roku. Zespół startował w rozgrywkach o Puchar Ukrainy 1992/93, w których dotarł do turnieju półfinałowego. W sezonie 1993/94 klub debiutował w profesjonalnych rozgrywkach Wyższej Ligi, zajmując 13.miejsce. Po zakończeniu sezonu 1994/95, w którym zajął ostatnie, 14. miejsce, zrezygnował z dalszych występów i został rozwiązany.

## Sukcesy

### Trofea międzynarodowe
Nie uczestniczył w rozgrywkach europejskich (stan na 31-05-2019).

### Trofea krajowe
| \| \| Zdobyte trofea w rozgrywkach Ukrainy (stan na: 31-05-2019) \| |                                                            |      |          |
| Rozgrywki                                                           | Osiągnięcie                                                | Razy | Sezon(y) |
| · Mistrzostwo                                                       | I miejsce                                                  | 0    |          |
| · Mistrzostwo                                                       | II miejsce                                                 | 0    |          |
| · Mistrzostwo                                                       | III miejsce                                                | 0    |          |
| · Mistrzostwo                                                       | 13.miejsce                                                 | 1    | 1993/94  |
| Puchar                                                              | zdobywca                                                   | 0    |          |
| Puchar                                                              | finalista                                                  | 0    |          |
| II liga                                                             | I miejsce                                                  | 0    |          |
| II liga                                                             | II miejsce                                                 | 0    |          |
| II liga                                                             | III miejsce                                                | 0    |          |
| Ukraina                                                             | Zdobyte trofea w rozgrywkach Ukrainy (stan na: 31-05-2019) |      |          |

## Piłkarze i trenerzy klubu

### Trenerzy
Wołodymyr Zajeć i  Anatolij Kuźmenczuk (1993–1994)

## Struktura klubu

### Stadion
Klub rozgrywał swoje mecze domowe w Hali SK Prohres w Sławucie. Pojemność: 500 miejsc siedzących.